# ال‌کراس

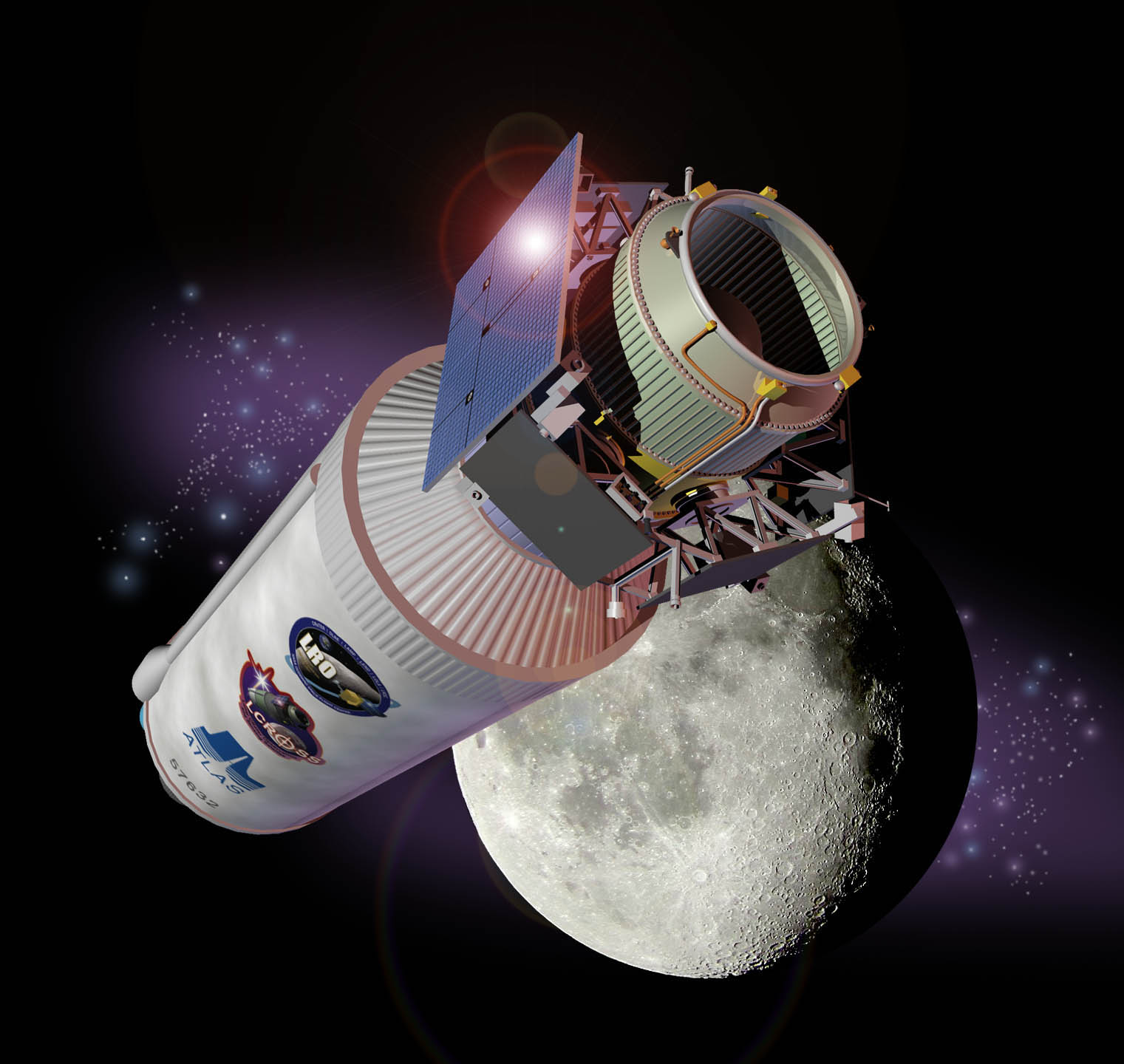

ماهوارهٔ مشاهده‌گر و حس‌گر دهانه‌های ماه (به انگلیسی: Lunar CRater Observation and Sensing Satellite) که به‌طور مخفف به آن ال‌کراس (به انگلیسی: LCROSS) گفته می‌شود یک فضاپیمای بدون سرنشین و خودکار متعلق به ناسا است که جزئی از برنامهٔ ناسا برای بازگشت انسان به سطح ماه است.
ال‌کراس طبق برنامه در مهرماه سال ۱۳۸۸ به سطح ماه اصابت کرد و از ذرات حاصل از برخورد ارزیابی‌های میکروسکوپی به عمل آمد.

## برخورد با ماه
در ۱۷ مهر ۱۳۸۸ (۹ اکتبر ۲۰۰۹) ساعت ۱۱:۳۱:۳۰ به زمان هماهنگ جهانی قسمتی از این ماهواره به دهانه کابیوس برخورد کرد. چهار دقیقه پس از آن قسمت دیگری از این ماهواره به بررسی ذرات برخاسته از سطح ماه پرداخت و نتیجه را به زمین گسیل کرد. هم‌چنین ذرات برخوردی توسط تلسکوپ هابل و تلسکوپ‌های زمینی از جهت وجود آب در ماه بررسی شد.